# سوندریو
سوندریو (به ایتالیایی: Sondrio) یک کومونه در ایتالیا است که در استان سوندریو واقع شده‌است.

## جغرافیا و جمعیت
سوندریو ۲۰ کیلومترمربع مساحت و ۲۱٬۴۳۹ نفر جمعیت دارد و ۳۰۶ متر بالاتر از سطح دریا واقع شده‌است.

## خواهرخوانده
شهرهای زیندلفینگن، رادولییتسا، São Mateus, Espírito Santo و Radovljica Municipality خواهرخوانده‌های سوندریو هستند.